# Surkhet (huyện)
Surkhet (tiếng Nepal:सुर्खेत) là một huyện thuộc khu Bheri, vùng Trung Tây Nepal, Nepal. Huyện này có diện tích 2451 km², dân số thời điểm năm 2001 là 288527 người.

## Dân số
Biến động dân số giai đoạn 1952-2001:
| Năm    | 1971   | 1981   | 1991   | 2001   |
| ------ | ------ | ------ | ------ | ------ |
| Dân số | 104933 | 166196 | 225768 | 288527 |